# Aleksiej Bieriegłazow
Aleksiej Aleksiejewicz Bieriegłazow, ros. Алексей Алексеевич Береглазов (ur. 20 kwietnia 1994 w Magnitogorsku) – rosyjski hokeista, reprezentant Rosji.

## Kariera
- Stalnyje Lisy Magnitogorsk (2011-2014)
- Mietałłurg Magnitogorsk (2013-2017)
  -  Jużnyj Urał Orsk (2013/2014, 2014/2015)
- Hartford Wolf Pack (2017)
- Mietałłurg Magnitogorsk (2017-2020)
- Awangard Omsk (2020-2023)
- Łokomotiw Jarosław (2023-)

Wychowanek Mietałłurga Magnitogorsk. W KHL Junior Draft z 2011 został wybrany przez ten klub z numerem 82. Od tego czasu przez trzy sezony grał w rozgrywkach MHL w barwach drużyny Stalnye Lisy. Od sezonu KHL (2013/2014) w barwach Mietałłurga grał w lidze KHL. W kwietniu 2017 podpisał kontrakt wstępujący na występy w rozgrywkach NHL z klubem New York Rangers. Tym niemniej na początku sezonu 2017/2018 występował w zespole farmerskim, Hartford Wolf Pack, w lidze AHL. W listopadzie 2017 został wypożyczony do macierzystego Mietałłurga, a w kwietniu 2018 zwolniony formalnie z NY Rangers. Po rozegraniu trzech kolejnych sezonów dla Magnitogorska, w czerwcu 2020 przeszedł do Awangardu Omsk. Od maja 2023 zawodnik Łokomotiw Jarosław.
W barwach juniorskiej kadry Rosji uczestniczył w turniejach mistrzostw świata juniorów do lat 18 edycji 2012, mistrzostw świata juniorów do lat 20 edycji 2013. W reprezentacji seniorskiej uczestniczył w turnieju mistrzostw świata w 2018.

## Sukcesy
Reprezentacyjne
- Brązowy medal mistrzostw świata juniorów do lat 20: 2014

Klubowe
- Brązowy medal MHL: 2012 ze Stalnymi Lisami Magnitogorsk
- Puchar Otwarcia: 2014, 2016 z Mietałłurgiem Magnitogorsk
- Puchar Gagarina – mistrzostwo KHL: 2016 z Mietałłurgiem Magnitogorsk, 2021 z Awangardem Omsk, 2025 z Łokomotiwem Jarosław
- Złoty medal mistrzostw Rosji: 2016 z Mietałłurgiem Magnitogorsk, 2021 z Awangardem Omsk, 2025 z Łokomotiwem Jarosław
- Srebrny medal mistrzostw Rosji: 2017 z Mietałłurgiem Magnitogorsk

Indywidualne
- KHL (2014/2015):
  - Najlepszy pierwszoroczniak tygodnia – 8 września 2014[7]
- KHL (2015/2016):
  - Czwarte miejsce w klasyfikacji asystentów wśród obrońców w fazie play-off: 6 asyst
  - Czwarte miejsce w klasyfikacji kanadyjskiej wśród obrońców w fazie play-off: 8 punktów
- KHL (2017/2018):
  - Mecz Gwiazd KHL (zastąpił kontuzjowanego Chrisa Lee)[8]
- KHL (2020/2021):
  - Piąte miejsce w klasyfikacji asystentów wśród obrońców w fazie play-off: 6 asyst
- KHL (2021/2022):
  - Piąte miejsce w klasyfikacji asystentów wśród obrońców w fazie play-off: 6 asyst
- KHL (2024/2025):
  - Drugie miejsce w klasyfikacji +/- w fazie play-off: +11